# Смирнов, Валентин Георгиевич
Валентин Георгиевич Смирнов (род. 22 декабря 1956, Новгород) — российский историк, директор РГАВМФ, доктор исторических наук (2010). Капитан 1-го ранга запаса, гидрограф, картограф.
Докторская диссертация: «Сотрудничество российских военных моряков и ученых в исследовании Мирового океана.1830-1890-е гг.» (защищена в Институте истории естествознания и техники имени С. И. Вавилова РАН, Москва).
Научные интересы: история науки, техники и культуры, история гидрографии, метеорологии, морской картографии, океанографии, военно-морская история.

## Образование
Высшее военно-морское училище имени М. В. Фрунзе, гидрографический факультет (Ленинград, 1979).

## Трудовая деятельность
- Август 1979 — декабрь 2009 г. — служба в Военно-Морском Флоте, капитан 1 ранга (2001).
- Январь 2010 г. — декабрь 2011 г. — старший, ведущий и главный научный сотрудник СПбФ ИИЕТ РАН[3].
- Январь 2012 г. — декабрь 2014 — зав. Сектором СПбФ ИИЕТ РАН[3].
- Декабрь 2014 — наст. вр. — директор РГАВМФ[1]

## Членство в профессиональных обществах и ассоциациях

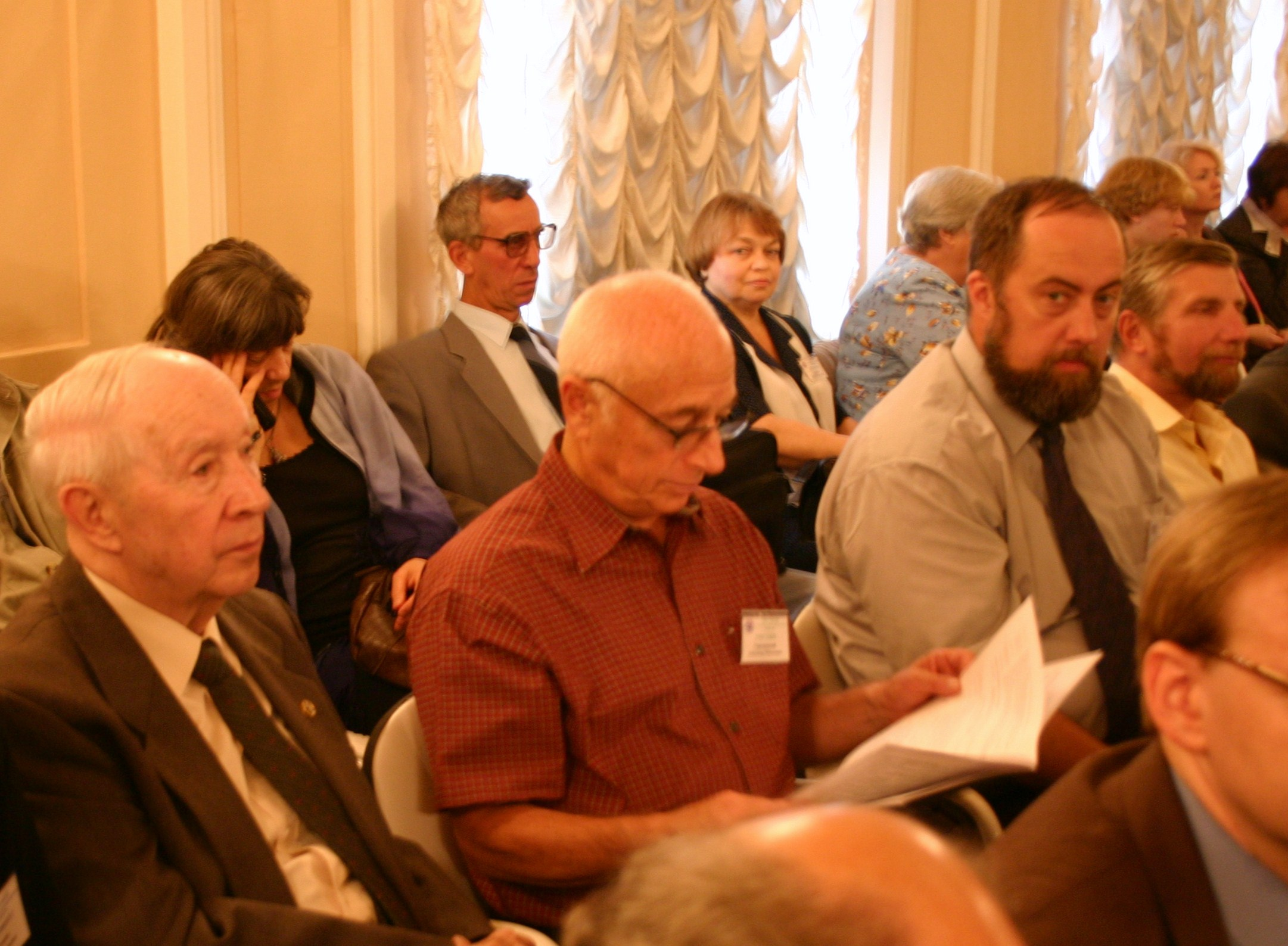
Александр Сорокин, Александр Городницкий, Леонид Колотило и Валентин Смирнов (справа) на 12 съезде Русского географического общества. 15.8.2005 г., Кронштадт

- Действительный член Русского географического общества (1996)
- Член Гидрографического общества (1996), ответственный секретарь Гидрографического общества(2006—2014)
- Член Международной комиссии по истории метеорологии (2010)
- Член редколлегии журнала «Записки по гидрографии» (2008)
- Член Российской ассоциации историков-американистов (2011)

## Почетные звания, премии, награды
- Благодарность Президента Российской Федерации «за заслуги в развитии архивного дела и многолетнюю добросовестную работу» (2021)[4]
- Медали: «300 лет Российскому флоту» (1996), «За отличие в военной службе» 1-й степени (1997), «В память 300-летия Санкт-Петербурга» (2003) и др.
- Знаки: «Почетный работник Морского флота» (1996), «Отличник геодезии и картографии» (2002), «За вклад в историю науки и техники» ИИЕТ РАН (2012).
- Благодарности: РГО — за плодотворное сотрудничество с Центральным лекторием имени Ю. М. Шокальского (2008), Президиума Санкт-Петербургского научного центра — за вклад в историю науки и техники (2013).

## Основные публикации

### Книги
- Смирнов В. Г. История морского картографического производства в России (конец XIX — начало XX в.) / в соавт. с А. В. Антошкевичем, А. А. Комарицыным, Б. С. Фридманом. — СПб.: ЦКП ВМФ, 2003. — 312 с.
- Смирнов В. Г. От карт ветров и течений до подводных мин. Неизвестные страницы российско-американских научных и военных контактов в середине XIX века. — СПб.: Гидрометеоиздат, 2005. — 240 с. — ISBN 5-286-01518-2. Архивировано 21 декабря 2024 года.
- Смирнов В. Г. Морские благотворители. — СПб.: Русско-Балтийский информационный центр «Блиц», 2005. — 75 с.
- Смирнов В. Г. «Буду стараться быть полезным России…» (Очерки по истории Российского флота). — СПб.: Гидрометеоиздат, 2006. — 261 с.
- Смирнов В. Г. Исследования Мирового океана военными моряками и учеными России. 1826—1895 гг.. — СПб.: Главного управления навигации и океанографии Министерства обороны РФ, 2006. — 292 с.
- Смирнов В. Г. Неизвестный Врангель. — СПб.: Гидрометеоиздат, 2006. — 362 с. — ISBN 5-286-01530-1. Архивировано 22 декабря 2024 года.
- Смирнов В. Г. Фердинанд Фердинандович Врангель. 1844—1919. — М.: Наука, 2009. — 190 с.
- Смирнов В. Г. Академик М. А. Рыкачев и развитие геофизики в России. — СПб.: Нестор-История, 2014. — 608 с.
- Смирнов В. Г. Гидрографы: четвёртый взвод. Записки «фрунзенца» 1970-х годов. — СПб.: Гамма, 2017. — 364 с. — ISBN 978-5-4334-0357-4.
- Врангель Ф. Ф. Война. Революция. Россия: историко-публицистические труды, 1914—1918 гг. / сост. Смирнов В. Г.; пер. с нем. Абалакина В. К.. — СПб.: Русско-Балтийский информационный центр «Блиц», 2017. — 447 с.
- Смирнов В. Г. Линейные километры или 400 дней в Красном море. — СПб.: Русско-Балтийский информационный центр «Блиц», 2018. — 312 с. — ISBN 978-5-8678-9474-0.
- Смирнов В. Г. Международная деятельность академика М. А. Рыкачева. — СПб.: Дмитрий Буланин, 2018. — 496 с. — 200 экз.
- Смирнов В. Г. Буду стараться быть полезным России… Очерки по истории Российского флота. — 2-е изд (дополненное). — СПб., 2021. — 576 с.
- Смирнов В. Г. Арктические экспедиции Андрея Вилькицкого. — М.: Паулсен, 2021. — 300 с. — ISBN 978-5-98797-274-8. Архивировано 6 июля 2025 года.

### Статьи
- Смирнов В. Г. «Гран-при» для российских гидрографов // Санкт-Петербургские ведомости. — 2007. — № 192.
- Смирнов В. Г. Как спасали дальневосточные проливы от фантастических проектов // Военно-исторический журнал. — 2010. — № 11. — С. 54—57. Архивировано 2 ноября 2024 года.
- Смирнов В. Г. Первопроходцы тропических морей // Флаг Родины. — 2014. — 4 сентября (№ 98 (27009)). — С. 4. Архивировано 30 декабря 2023 года.

## Творческий псевдоним
Некоторые работы подписывает двойной фамилией: Смирнов-Волховский